# Carlos Raúl Villanueva

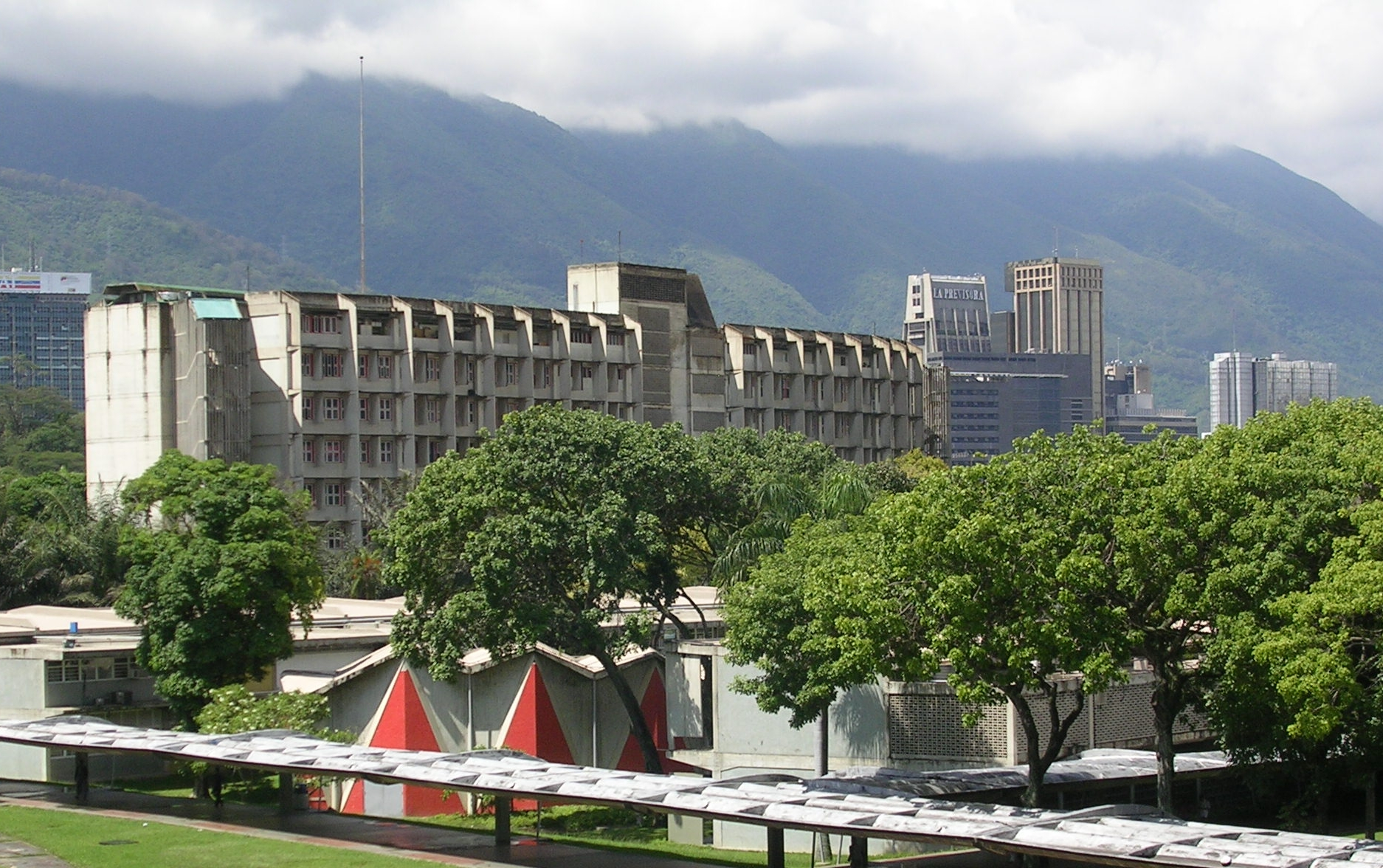
Faculteitsgebouwen van Ciudad Universitaria de Caracas

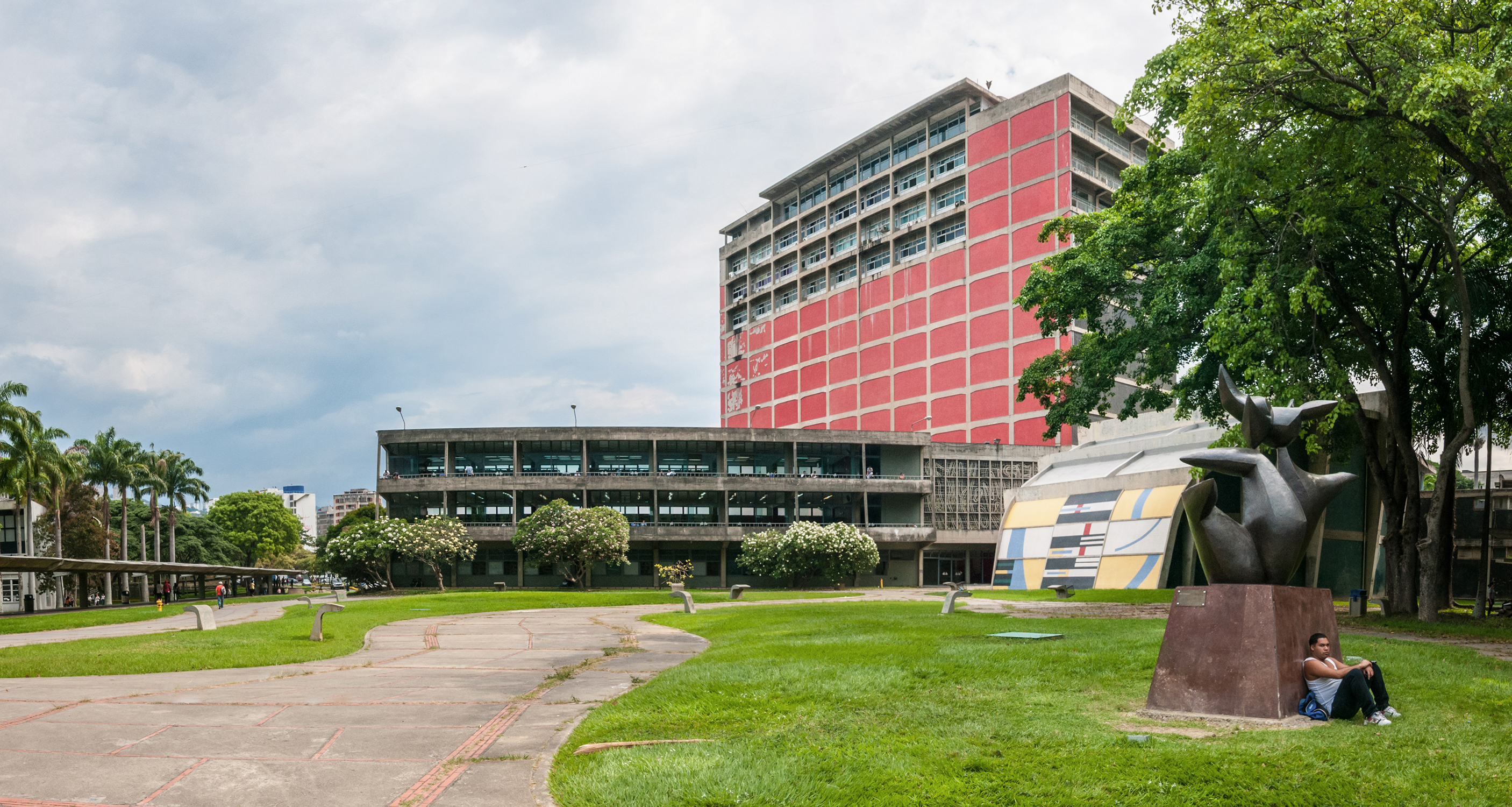
Campus met sculptuur van Baltasar Lobo

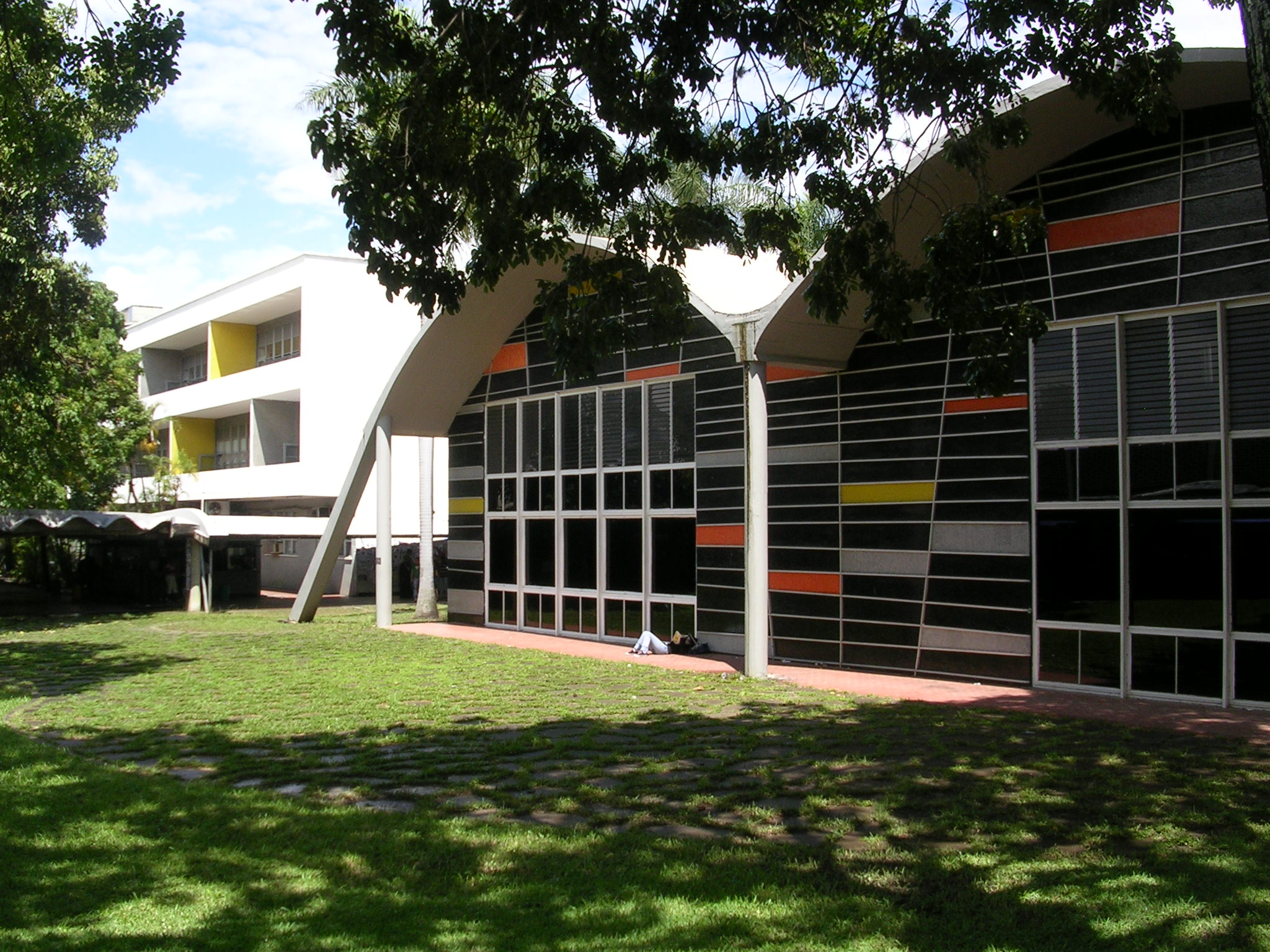
Facultad Ingenieria

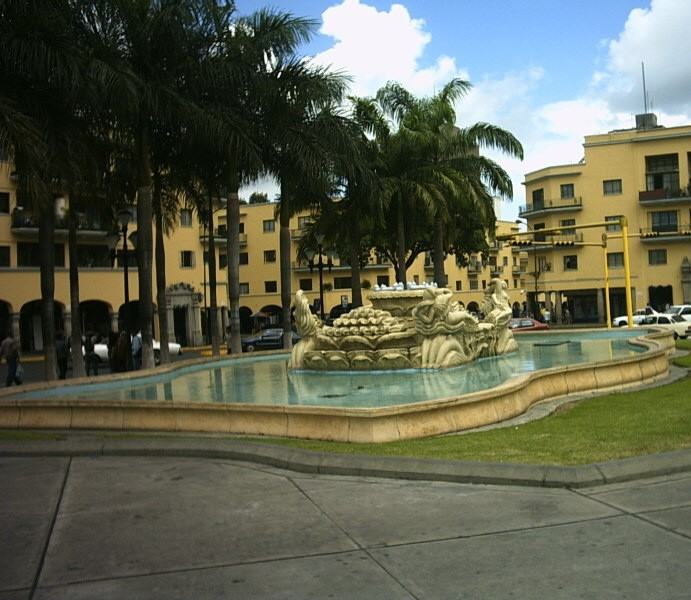
Plaza O'Leary in de wijk El Silencio, Caracas

Carlos Raúl Villanueva (Londen, 30 mei 1900 – Caracas, 16 augustus 1975) was een Venezolaanse architect. Hij was een belangrijke vertegenwoordiger van het nieuwe bouwen.

## Leven en werk
Carlos Raúl werd in 1900 geboren als zoon van Carlos Antonio Villanueva, de consul-generaal van Venezuela in Londen. De familie Villanueva was oorspronkelijk afkomstig uit het Spaanse Valencia, maar had zich in de achttiende eeuw in Venezuela gevestigd. In 1901 verhuisde de familie naar Parijs, waar zijn moeder, Paulina Astoul, vandaan kwam. Hij bezocht in de Rue du Havre het Lycée Condorcet. Na deze schoolperiode leefde de familie gedurende enkele jaren in Málaga, maar in 1922 keerde het gezin terug naar Parijs. Carlos Raúl volgde, evenals zijn oudere broer Marcel, de architectuuropleiding van de École des Beaux-Arts. Na zijn afstuderen in 1928 bezocht Carlos Raúl Venezuela en trok naar New York. Hij vond een baan bij het architectenbureau, waar zijn broer Marcel reeds werkte, Guilbert and Betelle in Newark (New Jersey). In 1929 vestigde hij zich definitief in Venezuela, waar hij werd aangesteld als directeur openbare werken van het Ministerio de Obras Públicas.
Zijn eerste projecten, Hotel Jardín, Banco Obrero en Banco Agrícola y Pecuario (1929) en de Arena Maestranza César Girón (1933), voerde hij uit in Maracay (gedurende de dictatuur van generaal Juan Vicente Gómez de Venezolaanse hoofdstad).
Deze ontwerpen en zijn werkwijze werden nog sterk beïnvloed door het werk van zijn vriend, de Franse architect Auguste Perret (1874-1954). In 1937 verbleef hij kort in Parijs voor een studie urbanisme aan het Institut d'urbanisme de Paris van de Sorbonne, maar hij keerde wegens nieuwe opdrachten weer terug naar Caracas.

## Ciudad Universitaria de Caracas
In 1941 kreeg Venezuela een nieuwe president, Isaías Medina Angarita, die in 1942 de plannen presenteerde en de grond aankocht voor een belangrijke uitbreiding van de universiteit van Venenezuela. Villanueva werd aangesteld als architect van de nieuw te bouwen campus, de Ciudad Universitaria de Caracas. Dit werd, met veertig gebouwen, zijn grootste werk. De architectuur is beïnvloed door Bauhaus en wordt gerekend tot het nieuwe bouwen. De bouw duurde van 1944 tot 1970 en vele nationale en internationale kunstenaars, onder anderen Jean Arp, Fernand Léger, Alexander Calder, Victor Vasarely, Jesús Rafael Soto en Alejandro Otero, werkten mee aan het project. In 2000 werd het gehele complex opgenomen in de werelderfgoedlijst van de UNESCO.

## Werken (selectie)
- Arena Maestranza César Girón in Maracay (1931-1932)
- Paviljoen van Venezuela voor de Wereldtentoonstelling van 1939 in New York – de New York World's Fair (1939) – met Luis Malausena
- Museo de Bellas Artes – thans de Galería de Arte Nacional GAN – (1935-1938) en het Museo de Ciencias de Caracas (1936-1939)
- Escuela Gran Columbia in Caracas (1939-1942)
- Herontwikkeling van de wijk El Silencio in Caracas (in samenwerking met de kunstenaar Francisco Narváez) met onder andere de Plaza O'Leary en de Plaza Miranda (1942-1944)
- Ciudad Universitaria de Caracas van de Universidad Central de Venezuela (UCV) (1944-1970)
- Estadio Olímpico de la UCV, het olympisch stadion in Caracas (1951)
- Estadio de Béisbol de la UCV, het honkbalstadion in Caracas (1951)
- Aula Magna, de concertzaal in Caracas (1952/53)
- Woonhuis voor Alejandro Otero (1965)
- Paviljoen van Venezuela voor de Wereldtentoonstelling van 1967 in Montreal (Expo 67)
- Museo de Arte Moderno Jesús Soto in Ciudad Bolívar (1973)
- Nieuwbouw Museo de Bellas Artes de Caracas (MBA) met Oscar Carmona (1973)

## Fotogalerij

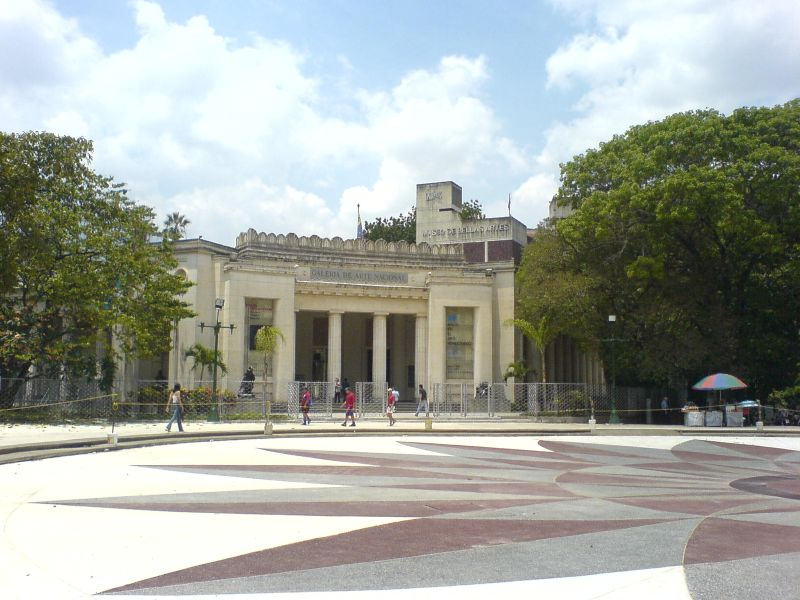
Galería de Arte Nacional
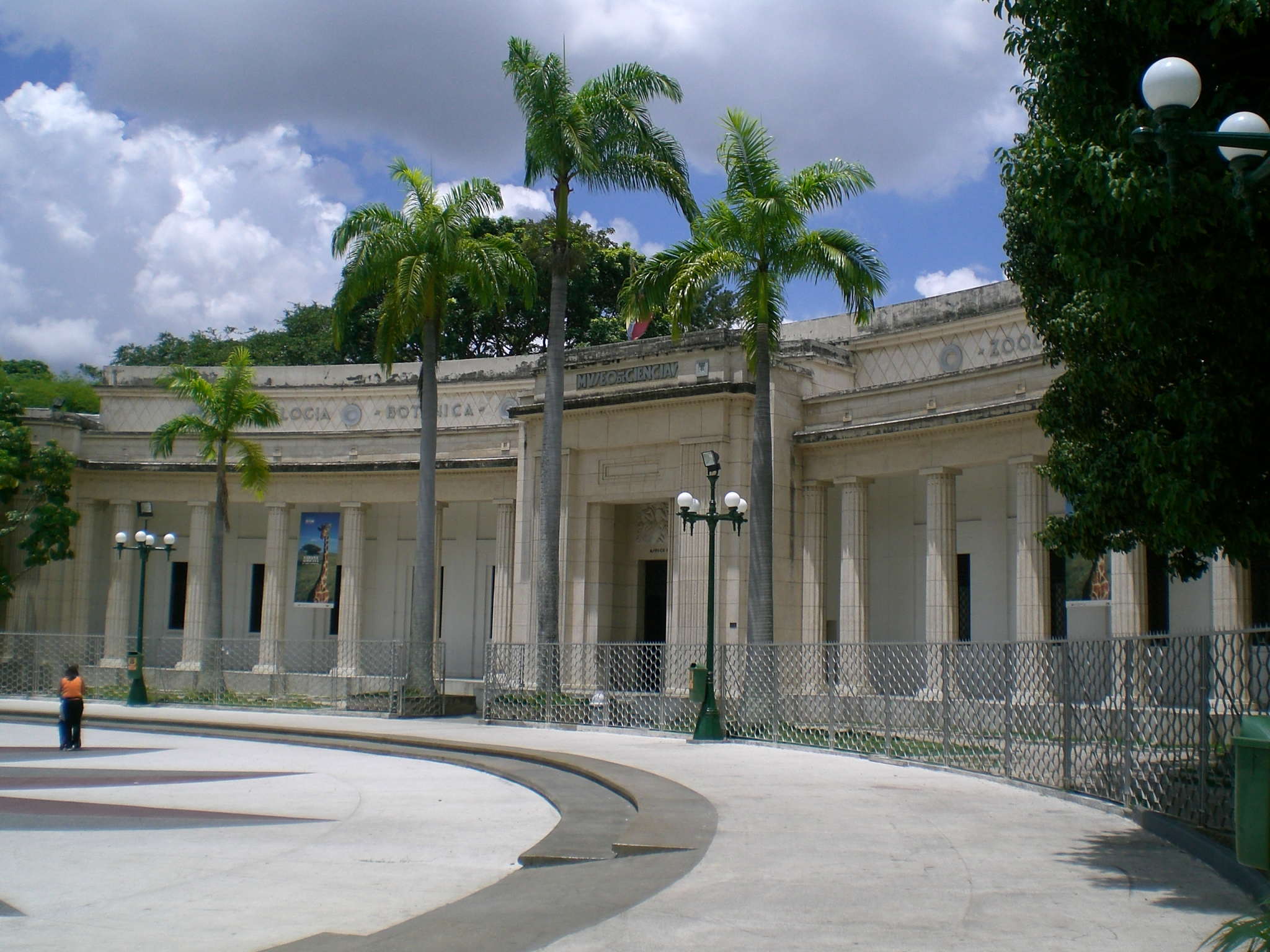
Museo de Ciencias de Caracas
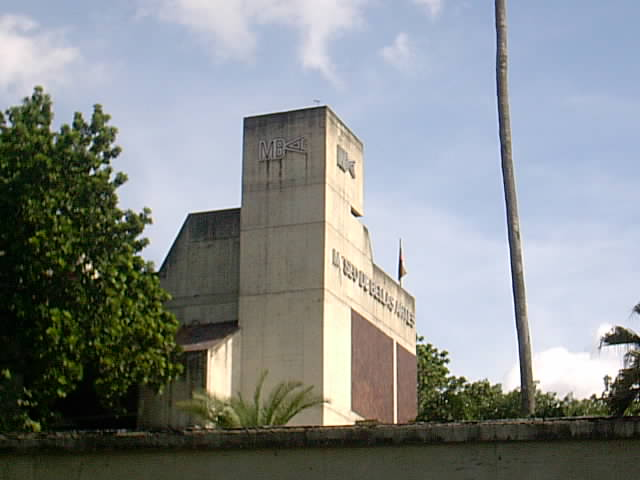
Nieuwbouw Museo de Bellas Artes de Caracas (1973)
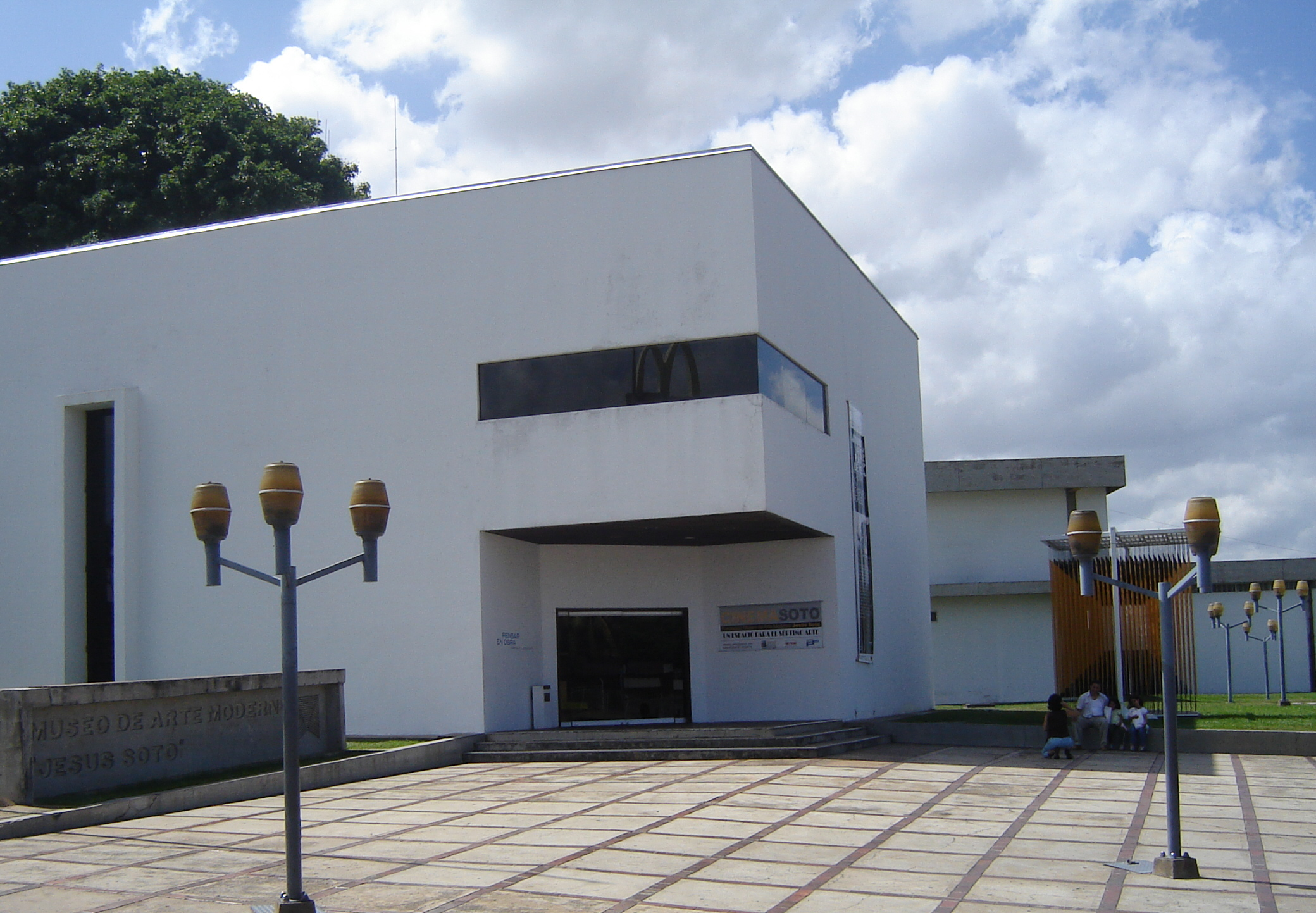
Museo de Arte Moderno Jesús Rafael Soto

- Biblioteca Nacional de España: XX1483565
- Catàleg d'autoritats de noms i títols de Catalunya: 981058523512806706
- Gemeinsame Normdatei: 118768492
- International Standard Name Identifier: 0000 0000 6636 115X
- Library of Congress Control Number: n83231976
- Bibliotheek van het Japanse parlement: 00747745
- Nationale Bibliotheek van Israël: 987007326567605171
- Nederlandse Thesaurus van Auteursnamen: 126619050
- RKD-Nederlands Instituut voor Kunstgeschiedenis: 241702
- SNAC: w6g75jc1
- Système universitaire de documentation: 076084248
- Union List of Artist Names: 500034534
- Virtual International Authority File: 18018226
- WorldCat: E39PBJxGPyVHqTq36G6wMdk4bd